# Jocelyn Angloma
Jocelyn Angloma (Les Abymes, 7 d'agost de 1965) és un futbolista del territori francès de Guadalupe. Ocupa la posició de defensa.

## Trajectòria
Va jugar en diversos equips francesos, com el Rennes, el Lille OSC, el Paris Saint-Germain FC i l'Olympique de Marsella. Després de tres temporades al Calcio italià, a l'estiu de 1997 fitxa pel València CF, on seria peça clau de la defensa de Mestalla fins a la seua retirada el 2002. Quatre anys després, torna a jugar amb un modest equip de Guadalupe, L'Etoile de Morne-à-l'Eau, precisament el club en el qual va començar a destacar.
Arribaria a tres finals de la Champions, tot guanyant la de 1993 amb el Marsella i perdent les edicions del 2000 i 2001 amb el València. També va guanyar la lliga francesa de 1992, així com la lliga espanyola del 2002 i la Copa del Rei de 1999 amb el conjunt valencià.

## Selecció
Ha estat internacional per la selecció francesa i per la de Guadalupe. Amb l'europea va estar present a les Eurocopes de 1992 i 1996, i amb la caribenya a la Copa d'Or de la Concacaf del 2007. Amb els francesos es va imposar a l'Europeu sub-21 de 1988. També ha estat internacional amb Guadalupe.
El 2017 es convertí en seleccionador de Guadalupe.